# Shape of Water – Das Flüstern des Wassers
Shape of Water – Das Flüstern des Wassers (Originaltitel: The Shape of Water, deutsch: „Die Form von Wasser“) ist ein Spielfilm von Guillermo del Toro aus dem Jahr 2017. Die Fantasy-Romanze spielt zu Beginn der 1960er-Jahre und handelt von einer stummen Reinigungskraft (Sally Hawkins), die sich an ihrem Arbeitsplatz, einem US-amerikanischen Geheimlabor, in eine dort gefangengehaltene amphibische Kreatur (Doug Jones) verliebt.
Der Film feierte am 31. August 2017 im Rahmen der Filmfestspiele in Venedig seine Premiere und gewann dort mit dem Goldenen Löwen den Hauptpreis des Festivals. Zahlreiche weitere Auszeichnungen in der amerikanischen Filmpreissaison 2017/18 folgten, darunter vier Oscars (u. a. als bester Film und für die beste Regie), zwei Golden Globe Awards und vier Critics’ Choice Movie Awards. Die Deutschlandpremiere fand im Oktober 2017 bei den Internationalen Hofer Filmtagen statt.
Am 8. Dezember 2017 startete der Film in ausgewählten US-amerikanischen Kinos. Der Kinostart in Deutschland erfolgte am 15. Februar 2018.

## Handlung
Baltimore, Anfang der 1960er Jahre: Die alleinstehende Elisa lebt über einem wenig besuchten Kino in der Innenstadt. Als Kleinkind wurde sie im Wasser am Flussufer ausgesetzt und wuchs als Waise auf. Sie ist stumm und kommuniziert durch Gebärdensprache mit ihrer Umwelt. Sie geht einem Job als nächtliche Reinigungskraft im Occam Aerospace Research Center nach, einem geheimen Labor der US-Regierung. Ihre einzigen Freunde sind ihr schwuler Nachbar Giles, ein alternder Plakatkünstler und Katzenliebhaber, und ihre resolute und geschwätzige Arbeitskollegin Zelda, die für sie oft als Übersetzerin agiert.
Auf dem Höhepunkt des Kalten Krieges wollen die USA im Wettstreit mit dem sowjetischen Raumfahrtprogramm so schnell wie möglich einen Menschen ins All befördern, nachdem die Sowjetunion mit Laika bereits ein Lebewesen ins All geschickt hat. Eines Tages tauchen der ehrgeizige Sicherheitschef Strickland und der Wissenschaftler Dr. Hoffstetler mit einem seltsamen Geschöpf im Labor auf. Am Amazonas haben sie ein Wesen, halb Amphibie, halb Mensch, fangen können, das dort wie ein Gott verehrt wurde und das sie nun für Experimente in einem Wassertank gefangen halten.
Eines Tages sollen Elisa und Zelda das Labor von den Blutlachen reinigen, die entstanden sind, als das Wesen Strickland zwei Finger abgebissen hat. Hier begegnet Elisa zum ersten Mal dem Amphibienmann, von dem sie von Anfang an fasziniert ist.
Elisa schleicht sich während der Arbeitszeit regelmäßig ins Labor und verbringt Zeit mit dem Gefangenen. Sie bringt ihm hartgekochte Eier zum Essen mit, spielt ihm Musik vor und unterrichtet ihn in Gebärdensprache. Währenddessen kommt das Team um Dr. Hoffstetler kaum mit seinen Forschungen voran. Strickland wird von General Hoyt unter Druck gesetzt, Ergebnisse zu liefern. Er misshandelt das Wesen daraufhin mit einem Elektroschocker. Elisa wird heimlich Zeugin des Vorfalls, was von Hoffstetler bemerkt wird, der seine Entdeckung aber für sich behält. Der jüdische Wissenschaftler, der eigentlich Dimitri heißt und fließend Russisch spricht, arbeitet heimlich für die Sowjets, die ebenfalls an Informationen über die Kreatur interessiert sind.
Trotz des Protests von Hoffstetler wird von amerikanischer Seite eine Vivisektion des Geschöpfs angeordnet, während die Russen die Tötung des Wesens mit Gift verlangen. Elisa überzeugt Giles, mit ihr das Geschöpf aus dem Labor zu schmuggeln, was dank der unerwarteten Hilfe von Hoffstetler und Zelda auch gelingt. Sie quartiert den Fischmann in ihrer Badewanne ein. Auf der Arbeit werden Elisa und Zelda wie auch alle anderen Mitarbeiter einem Verhör durch den wütenden Strickland unterzogen. Beide können ihn aber davon überzeugen, nichts mit der Entführung des Wesens zu tun zu haben. Während des Verhörs bemerkt Strickland mehrere längliche Narben auf beiden Seiten von Elisas Hals. Sie kann sich an deren Herkunft nicht erinnern, sie hatte sie bereits ihr Leben lang. 
Elisa plant, den Amphibienmann, zu dem sie sich immer stärker hingezogen fühlt und mit dem sie auch Geschlechtsverkehr hat, in einigen Tagen in einem durch Regen vollgelaufenen Kanal ins Meer zu entlassen. Giles überrascht die Kreatur beim Verzehren einer seiner Katzen, stellt aber auch fest, dass das immer schwächer werdende Wesen durch Handauflegen Verletzungen heilen und selbst sein ausgefallenes Haar wieder wachsen lassen kann.
Strickland werden von General Hoyt 36 Stunden Zeit gegeben, um „das Objekt“ wiederzufinden. Er folgt Hoffstetler heimlich zu einem Treffen mit zwei sowjetischen Agenten. Strickland erschießt die Agenten und foltert den schwerverletzten Hoffstetler, bis der ihm verrät, dass die Kreatur nicht von einem russischen Einsatzkommando, sondern von Reinigungskräften befreit wurde. So begibt sich Strickland zu Zeldas Wohnung, wo ihm deren verängstigter Ehemann verrät, dass Elisa das Wesen bei sich zu Hause versteckt hält. Von Zelda telefonisch gewarnt, eilt Elisa mit Giles und ihrer geliebten Kreatur zum Kanal, wo die Freilassung stattfinden soll. Eine Kalendernotiz in Elisas Wohnung führt Strickland ebenfalls dorthin. Er schlägt Giles zu Boden und schießt das Geschöpf und Elisa nieder. Das Wesen heilt sich selbst und schlitzt Strickland die Kehle auf. Als Zelda mit der Polizei den Kanal erreicht, flüchtet es mit Elisas leblosem Körper ins Wasser, wo es Elisa wieder zum Leben erweckt. Wie sich zeigt, sind die Narben an Elisas Hals eigentlich Kiemen, mit denen sie auch unter Wasser atmen kann. Aus dem Off erzählt Giles, er hoffe, dass Elisa und die Kreatur bis an ihr Lebensende glücklich und zufrieden waren.

## Produktion

### Stab und Besetzung
Regie führte Guillermo del Toro, der gemeinsam mit Vanessa Taylor auch das Drehbuch zum Film schrieb. Del Toro kehrte mit dem Film nach Crimson Peak, Pacific Rim und Hellboy – Die goldene Armee wieder zum Fantasy-Film zurück. In einem Interview mit Collider sagte del Toro im November 2017, keines seiner Werke sei persönlicher als The Shape of Water, er sei sehr stolz auf diesen und es handele sich um seinen Lieblingsfilm: „Ich liebe ihn. Ich nenne ihn ein Märchen für unruhige Zeiten, weil er als eine Art Salbe gegen die Welt wirkt, in der wir jeden Morgen mit schlechteren Nachrichten aufwachen.“ Weiter meinte del Toro, es könne hart sein, einen Film zu kreieren und dafür zu sorgen, dass er auch gesehen wird, doch The Shape of Water verbinde sich auf wunderbare Weise mit dem Publikum, denn der Film verfüge über viel Herz.

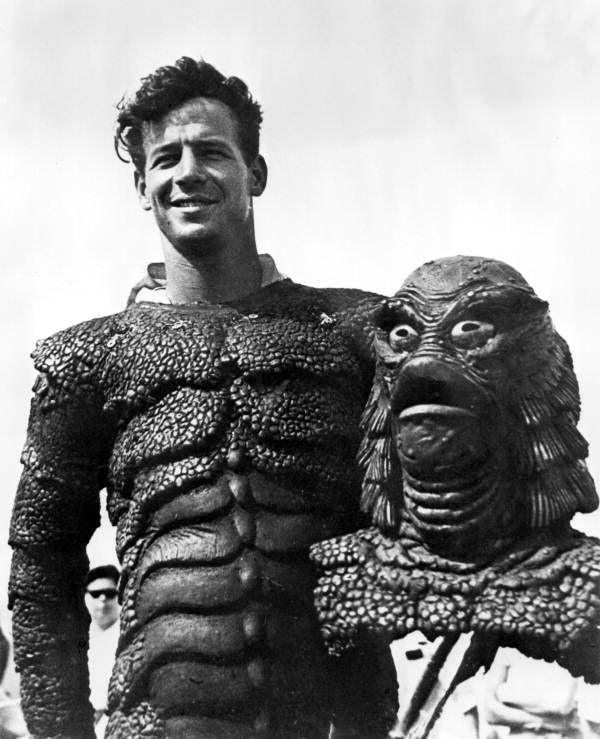
Im Film Der Schrecken vom Amazonas steckte Ricou Browning im Kostüm des Kiemenmenschen

Sally Hawkins übernahm die Rolle der stummen Elisa. Octavia Spencer spielt ihre beste Freundin und Arbeitskollegin Zelda und Richard Jenkins ihren Nachbarn Giles. Michael Shannon spielt Strickland, den Regierungsagenten und Sicherheitsbeauftragten des Occam Aerospace Research Centers. Michael Stuhlbarg übernahm die Rolle von Hoffstetler, einem Wissenschaftler und Infiltrator des KGB. Doug Jones, der im Film die Rolle der Kreatur übernommen hatte, war bereits in Hellboy und Hellboy – Die goldene Armee in der Rolle von Abe Sapien als Wasserwesen zu sehen, das auch optische Ähnlichkeiten mit dieser Figur aufweist, aber auch an den Kiemenmenschen aus dem Film Der Schrecken vom Amazonas von Jack Arnold aus dem Jahr 1954 erinnert, einer ebenfalls in Südamerika entdeckten, halb menschlichen und halb reptilen Kreatur, die man einzufangen versucht, um sie zu untersuchen. In The Shape of Water wird das Wesen auch als The Asset („Vermögenswert, Gut“), Das Objekt oder von Zelda auch einfach als Das Ding bezeichnet. Del Toro gab zu, von dem Abseitigen, den Außenseitern und der Empathie, die von dem Monsterklassiker ausging, fasziniert gewesen zu sein, als er diesen zum ersten Mal sah: „Damals habe ich zum ersten Mal bemerkt, wie Kunst einen bewegen kann.“ Was ihm jedoch bei Arnolds Creature-Abenteuer fehlte, war die Liebe, und so verband er in seinem Film träumerisches Fantasy-Kino mit düsteren Elementen des Monstergenres und spickte diesen Mix mit aufrichtiger Romantik, Witz und überraschend stimmigen Musicalmomenten.
Del Toro hatte im Dezember 2011 begonnen, das Drehbuch zu schreiben. Ein Jahr später hatte er mit Setdesignern und bildenden Künstlern erste Ideen für die Kreatur und die Ausstattung gesammelt. Nach zwei Jahren Vorfinanzierung aus eigener Tasche holte del Toro 20th Century Fox ins Boot, die jedoch nicht einwilligten, dass er den Film in Schwarzweiß drehte, wie ursprünglich von ihm geplant.

### Ausstattung und Kostüme
Das Szenenbild schufen Paul Denham Austerberry, Jeffrey A. Melvin und Shane Vieau. Michael Pekler vom Standard erklärt, vieles im Film erinnere an del Toros in der Zeit der Franco-Diktatur spielenden Pans Labyrinth, nur dass Fantastik und Realismus diesmal ganz eng miteinander verzahnt seien: „die Außen- mit der Unterwelt des Bunkers, das strahlende Grün des Wassers mit dem stählernen Grau des Labors, Elisas karg eingerichtete Wohnung mit dem luxuriösen Filmpalast, in den sich irgendwann das Wasser ergießt, weil dieses wie die Liebe unaufhaltsam strömt.“
Während Elisas Apartment farblich in Blau und Cyan gehalten ist, erstrahlt Giles Wohnung nebenan ständig in einem goldenen Licht, die Wohnungen und Häuser von Strickland und Zelda erstrahlen hingegen in normalem Tageslicht. Austerberry sagte, es sollte einen Kontrast zwischen Elisas Apartment und der Einrichtung, in der sie arbeitet, geben, und es sei äußerst wichtig gewesen, diese zwei entgegengesetzten Welten zu schaffen: „Elisas Welt ist aus der Vergangenheit, Ende des 19. Jahrhunderts, mit dem Kino, das zwar heruntergekommen ist, aber auch eine immense Wärme und Romantik ausstrahlt. Das verschlissene Holz, die veralteten Pflasterstein-Wände und das kurvenreiche Design stehen im Kontrast zu dem brutalen Stil und der institutionellen Architektur der Anlage. Sogar das vertäfelte Wandgemälde außerhalb von Stricklands Büro wurde mithilfe spezieller, geradliniger Keramikfliesen gestaltet.“ In der Einrichtung, so Austerberry weiter, gehe es nur um Wissenschaft und Krieg, während sich in der Welt von Elisa und Giles alles um alte Filme, Kunst und musikalische Fernsehshows drehe. Für die Einrichtung der Forschungseinrichtung und des Labors, in dem die Kreatur gefangen gehalten wird, und den Wassertank, in dem sie lebt, wurde Austerberry von der Architektur der Carleton University in Ottawa mit seinem brutalistischen Gebäuden inspiriert, und er wollte eine ähnliche Struktur für das Labor verwenden. Die Räumlichkeiten sollten zudem einem Tempel in Südamerika ähneln, da die Kreatur am Amazonas wie ein Gott verehrt wurde. Über das Filmset, in dem sich der Wassertank befindet, in dem die Kreatur lebt, sagte del Toro, es sei nicht möglich gewesen, dort einen richtigen riesigen Tank aufzubauen. Die Konstruktion sei nicht mit Wasser befüllt gewesen, sondern wurde mit Rauch gefüllt, und die Haare und Kleidung wurde mit einem Ventilator bewegt, wobei die Aufnahmen in Zeitlupe zu sehen sind. Über die Dreharbeiten in Elisas Wohnung sagte del Toro, man habe eine Menge Möbel mit Klavierdrähten aufgehängt und digital kleine Blasen und Fische hinzugefügt, um eine Unterwasserwelt zu kreieren. Am schwierigsten hätten sich allerdings die Vorbereitungen des Filmsets gestaltet, in dem Elisa ihr Badezimmer flutet, um mit der Kreatur Sex zu haben, sagte Austerberry.
Luis Sequeira, der mit del Toro bereits für die Horror-Fernsehserie The Strain zusammengearbeitet hatte, zeichnete für die Kostüme verantwortlich. Sequeira hatte seine Arbeit mit einer Stoff- und Vintage-Shoppingtour in den USA und Kanada begonnen. Bei der Auswahl der Farbpalette der Stoffe stimmte er sich mit Szenenbildner Paul Austerberry ab. Die Mitarbeiter des Forschungslabors ließ er meist in gedeckten Farben, wie Braun-, Grün- und Grautönen, zur Arbeit erscheinen, was die bedrückende Arbeitsumgebung widerspiegeln sollte. Bei der Gestaltung von Elisas Kostümen dachte Sequeira daran, dass diese im Film viel Zeit damit verbringt, alte Filme zu sehen, und das Einzige, was sie sich in einem Secondhand-Laden leisten könnte, Schuhe sein würden. Sie habe so etwas wie einen Schuhfetisch, so Sequeira, und die roten Schuhe, die Elisa später im Film trägt und die sich von ihrem restlichen Outfit deutlich abheben, sollten eine gewisse Stärke zum Ausdruck bringen, die ihre Figur im Film nach und nach erlangt. Das Amphibienmanndesign wurde von Dave Grasso und David Meng entworfen.

### Dreharbeiten und Filmschnitt
Die Dreharbeiten wurden im August 2016 begonnen, Anfang November 2016 beendet und fanden in Toronto und Hamilton statt. Straßenszenen entstanden in der Dundas Street West in Toronto, wo sich auch der Diner befindet. Außenaufnahmen entstanden vor der Massey Hall, Innenaufnahmen im Elgin Theatre, wo der Film im Rahmen des Toronto Film Festivals auch gezeigt wurde. Die Räumlichkeiten dienten dem Kino, über dem Elisa wohnt, als Kulisse. Gedreht wurde auch in den Cinespace Studios in Toronto. In Hamilton drehte man in und an der dortigen City Hall.
Als Kameramann fungierte der Däne Dan Laustsen, der mit del Toro bereits für dessen ersten US-amerikanischen Spielfilm Mimic aus dem Jahr 1997 zusammenarbeitete und auch für Crimson Peak aus dem Jahr 2015. Laustsen sagte, del Toro habe eine sehr genaue Vorstellung von den Farben für seinen Film gehabt, der in der Ära des Kalten Krieges spielt. Sie wollten Elisas Lebensumwelt in Grün- und Blautönen halten, und die Welt um sie herum sollte in normaler Farbintensität erscheinen, bis sie sich in den Fischmann verliebt und auch Goldtöne hinzukommen. Sidney Wolinsky fungierte als Filmeditor.

### Filmmusik
„Schon der Beginn von Shape of Water, wenn alles durch das Wasser schwebt, hat diese fließende Bewegung, die sich durch den ganzen Film zieht, die Kamera ruht nie. Diese Bewegung ist bereits musikalisch, ich muss dafür nur noch die Emotionen der Hauptfigur und ihre Beziehung vertonen und dann im Grunde auf den Bildern mitgleiten.“

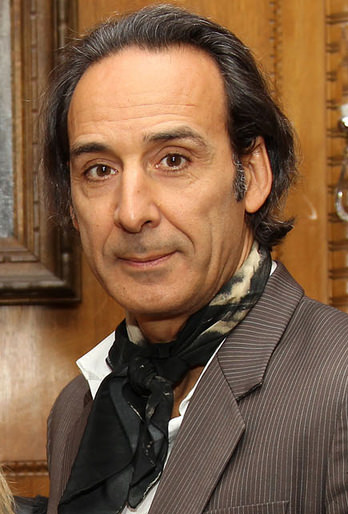
Die Musik zum Film wurde von Alexandre Desplat komponiert

Die Filmmusik komponierte Alexandre Desplat. Es handelte sich um die erste Zusammenarbeit des französischen Komponisten in dieser Funktion mit Regisseur del Toro. In einem Video-Interview mit Zach Laws sagte Desplat, er wollte der stummen Elisa im Film mit der Musik eine Stimme geben, mit der sie ihre Gefühle zum Ausdruck bringen kann, aber auch den anderen Minderheiten im Film, da neben ihr alle gezeigten Figuren im Film, abgesehen von den Leitern der Forschungseinrichtung, Außenseiter der Gesellschaft seien, so Menschen, die niedrige Jobs verrichteten wie Putzfrauen, Afroamerikaner und Schwule. Gleichzeitig wollte er mit der Musik auch unterscheidbar machen, wer im Film die eigentlichen Monster sind und wer nicht. Die Kreatur sei im Film ein richtiger Mann und kein Monster, so Desplat, nur unter den Menschen fänden sich die wahren Monster.
Über die Vorbereitungen auf das Projekt, das in den 1960er Jahren spielt, sagte Desplat: „Da musste ich nicht recherchieren, die Musik aus der Zeit war mir bekannt. Ich hörte schon als Kind amerikanische Musik aus den dreißiger, vierziger und fünfziger Jahren. Meine Eltern hatten eine große Plattensammlung, das ist Teil meiner Bildung, genauso wie ich nicht mehr Strawinsky oder Bach recherchieren muss, weil ich damit aufgewachsen bin. […] Meine Recherche ist vor allem, den Zugang zu einem Film zu finden, den geheimen Weg, den ich in Musik verwandle, die das Publikum leitet. Mit dem passenden Score wird aus den einzelnen Szenen ein fließendes Ganzes.“ Weiter erklärte Desplat, schon der Beginn von Shape of Water, wenn alles durch das Wasser schwebt, habe diese fließende Bewegung, die sich durch den ganzen Film zieht, und die Kamera ruhe nie: „Diese Bewegung ist bereits musikalisch, ich muss dafür nur noch die Emotionen der Hauptfigur und ihre Beziehung vertonen und dann im Grunde auf den Bildern mitgleiten.“
Der Soundtrack zum Film umfasst 26 Musikstücke und wurde am 8. Dezember 2017 von Decca Records veröffentlicht. Der erste Trailer zum Film war mit dem Lied La Javanaise, gesungen von der Jazz- und Blues-Sängerin und Songwriterin Madeleine Peyroux, unterlegt. Dieser wurde im Juli 2017 im Rahmen der Comic Con in San Diego vorgestellt. Dieser Song ist ebenfalls auf dem Soundtrack enthalten.

### Veröffentlichung
Der Film feierte am 31. August 2017 im Rahmen der 74. Filmfestspiele in Venedig seine Premiere, wo er im Hauptwettbewerb gezeigt wurde. Im September 2017 wurde der Film beim Toronto Film Festival vorgestellt und im Oktober 2017 beim Filmfestival in Sitges und beim London Film Festival gezeigt. Im November 2017 veröffentlichte Fox Searchlight Pictures einen dritten und letzten Trailer zum Film. Am 8. Dezember 2017 kam der Film in ausgewählte US-amerikanische und am 15. Februar 2018 in die deutschen Kinos. Vorab wurde der Film im Januar 2018 im Rahmen der Fantasy Film Fest White Nights des Fantasy Filmfests gezeigt. Im Frühjahr 2018 wurde zudem ein Hörbuch zum Film in deutscher Sprache veröffentlicht, unter anderem mit den Stimmen von Marie und Detlef Bierstedt.
Im deutschen Free-TV zeigte ProSieben den Film erstmals am 3. Mai 2020 ab 20.15 Uhr in einer wegen der Altersfreigabe gekürzten Fassung, während Ausstrahlungen zu einer späteren Uhrzeit ungekürzt waren.

## Rezeption

### Altersfreigabe
In den USA erhielt der Film von der MPAA ein R-Rating, was einer Freigabe ab 17 Jahren entspricht. In Deutschland ist der Film FSK 16. In der Freigabebegründung heißt es: „Für Jugendliche ab 16 Jahren ist der Film klar als irreale Fantasy-Geschichte erkennbar. Dies erleichtert es ihnen, eine emotionale Distanz von den teils dramatischen Geschehnissen zu bewahren. Vereinzelt gibt es drastische Gewaltszenen, die von Jugendlichen ab 16 Jahren aber in den Kontext der Geschichte eingeordnet und angemessen verarbeitet werden können. Die romantische Liebesgeschichte sowie einige humorvolle Momente ermöglichen zudem eine emotionale Entlastung.“

### Kritiken und Einspielergebnis
Der Film konnte bislang 92 Prozent der Kritiker bei Rotten Tomatoes überzeugen, erhielt hierbei eine durchschnittliche Bewertung von 8,4 der möglichen 10 Punkte und wurde immer wieder mit dem Film Die fabelhafte Welt der Amélie von Jean-Pierre Jeunet verglichen, so auch von Giorgio Viaro von bestmovie.it wegen einer ebenfalls gezeigten exzentrischen Liebesgeschichte voller phantastischer Elemente. Andere Kritiker erkannten im Film zudem Elemente aus Die Schöne und das Biest und E.T. – Der Außerirdische. Im Rahmen der Golden Tomato Awards des Jahres 2017 ging der Film als Drittplatzierter in der Kategorie Beste Filmromanze hervor.
Für Robbie Collin vom Daily Telegraph ist der Film ein wunderschöner Horrorschocker, so zeitlos wie ein Märchen und ein irgendwie schönes Melodram, dessen gejagtes Geschöpf ihn an Der Schrecken vom Amazonas erinnert.

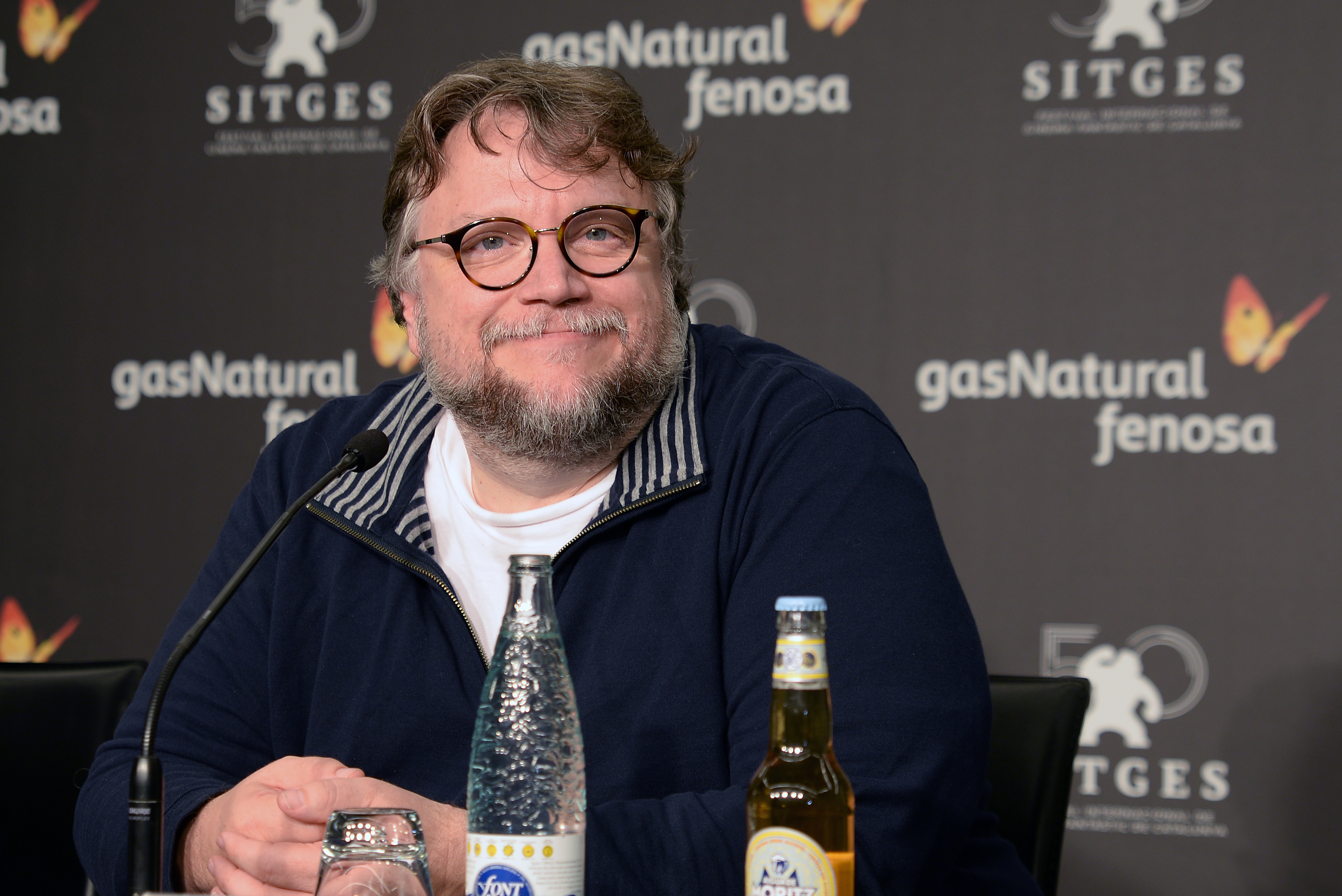
Guillermo del Toro bei der Vorstellung des Films in Sitges im Oktober 2017

Auch Andreas Borcholte von Spiegel Online beschreibt den Film als ein visuell kraftvolles Kreaturenmärchen, das jedoch anders als in Guillermo del Toros Film Pans Labyrinth ohne die Horrormomente auskomme, die er so liebe, dafür aber virtuos den Tanz- und Revuefilm der 1940er Jahre zitiere. Borcholte resümiert: „The Shape of Water ist eine in umwerfenden Farbnuancen und prächtigen Bildern inszenierte Alien-Burleske, deren altmodisches, nach Simplizität sehnendes Flair ebenso berührt wie ihr romantischer Humanismus.“
Brian Formo von collider.com erklärt, der Film sei nicht nur eine großartige Leistung, weil er als ein prächtiges Märchen unterhalte, sondern zudem auch den Glauben an die Menschlichkeit zu einer Zeit stärke, in der Toleranz gegenüber anderen Rassen, Nationalitäten und unkonventionellen Liebesbeziehungen vergänglich war.
Brigitte Häring von SRF Kultur fasst die Handlung des Films unter der Überschrift Prinzessin liebt Fisch zusammen und meint, del Toro packe viele zeitgenössische Referenzen in seinen Film, wie den legendären Alien-Fundort Area 51 und den Kalten Krieg, aber auch das goldene Zeitalter des Fernsehens und der Tanzshows.
Fritz Göttler meint in der Süddeutschen Zeitung, Sally Hawkins wirke als die sanfte, sensible Elisa, die ganz natürliche Wege findet, um mit dem Kiemenmenschen zu kommunizieren in The Shape of Water so apart und natürlich wie die andere große Eliza, das Blumenmädchen aus My Fair Lady.
Alonso Duralde von The Wrap meint zur Leistung von Doug Jones als fremde Kreatur, dessen Motion-Capture-Performance befinde sich gleichauf mit der von Andy Serkis in den Planet-der-Affen-Neuverfilmungen und zeige das grenzenlose Potenzial dieser Technik.
Den Produktionskosten des Films von 19,5 Millionen Dollar stehen weltweite Einnahmen aus Kinovorführungen von bislang 195,2 Millionen US-Dollar gegenüber. In Deutschland verzeichnet der Film bislang 487.644 Besucher. In China, wo der Film am 16. März 2018 startete, verzeichnete er am ersten Wochenende 2.178.845 Besucher und spielte hierdurch über 10 Millionen US-Dollar ein.

### Einsatz im Schulunterricht
Das Onlineportal kinofenster.de empfiehlt den Film für die Unterrichtsfächer Englisch, Deutsch, Kunst, Geschichte, Medienkunde und Ethik und bietet Materialien für den Unterricht. Dort schreibt Christian Horn, im medienkundlichen Unterricht biete sich Shape of Water für eine Analyse der Stilmittel und filmhistorischen Verweise des Fantasyfilms an. Als Einstieg empfehle sich die Eröffnungssequenz, in der die Kamera durch eine überflutete Wohnung gleitet: „Das bereits im Titel verankerte Leitmotiv des Wassers zieht sich in vielen verschiedenen Facetten durch den Film, was die Schüler/-innen für die Motivgestaltung künstlerischer Werke sensibilisieren kann.“ Inhaltlich liefere zudem das Außenseitermotiv Gesprächsstoff, so Horn weiter, und in diesem Kontext komme auch die Handlungszeit in den 1960er-Jahren zum Tragen.

### Filmanalyse

#### Filmtitel
Zur Bedeutung des titelgebenden Wassers sagte del Toro in einem Interview mit dem Magazin Cicero: „Wasser nimmt immer die Form an, in der es sich befindet. So sanft es auch sein kann, ist es zugleich die stärkste und verformbarste Kraft des Universums. Gilt das nicht ebenso für die Liebe? Auch die Liebe kann jede Form annehmen, egal ob für einen Mann, eine Frau oder eine Kreatur. Ich mag Filme, die befreiend sind und sagen: Es ist gut so, der zu sein, der du bist.“
Philipp Stadelmaier von der Süddeutschen Zeitung bemerkt: „Das Wasser, das durch diesen Film fließt, in der Eröffnungssequenz, im Badewasser und später im strömenden Regen – es verflüssigt auch die Trennlinien zwischen unterschiedlichen Minderheiten, bringt sie zusammen im Kampf gegen den weißen Suprematisten Strickland.“ Weiter ist Wasser für Stadelmaier das „Medium der fundamentalen Diversität des Lebens“.

#### Filmgenre
Für Kai Mihm von epd Film ist der Film als eine Mischung aus Märchen, Gruselfilm und Comic inszeniert. Für Hannes Könitzer von Robots&Dragons ist er ein in gewisser Weise romantisches, wenn auch mitunter etwas abgedrehtes Märchen für Erwachsene: „Den gesamten Film umgibt eine Magie und gleichzeitig eine märchenhafte, nicht auf Hektik und schnelle Schnitte ausgelegte Erzählweise, die man heute im Genre der Fantasy nur noch sehr selten findet.“ Für Barbara Schweizerhof von der taz ist Shape of Water nicht nur ein Monsterfilm, sondern ein „cineastischer Frankenstein“, zusammengenäht aus totgeglaubten Kinoversatzstücken und wiederbelebt vom Projektorlicht: „ein nostalgischer 50er Jahre Horrorfilm verschweißt mit einem melancholischen Liebesdrama, einem fantastischen Märchen und einem Kalter-Krieg-Spionage-Thriller.“
Del Toro selbst erklärte, dass sich im Film unter anderem Fantasyfilm, Spionagethriller und Musical mischen.

### Themen und Motive

#### Anderssein

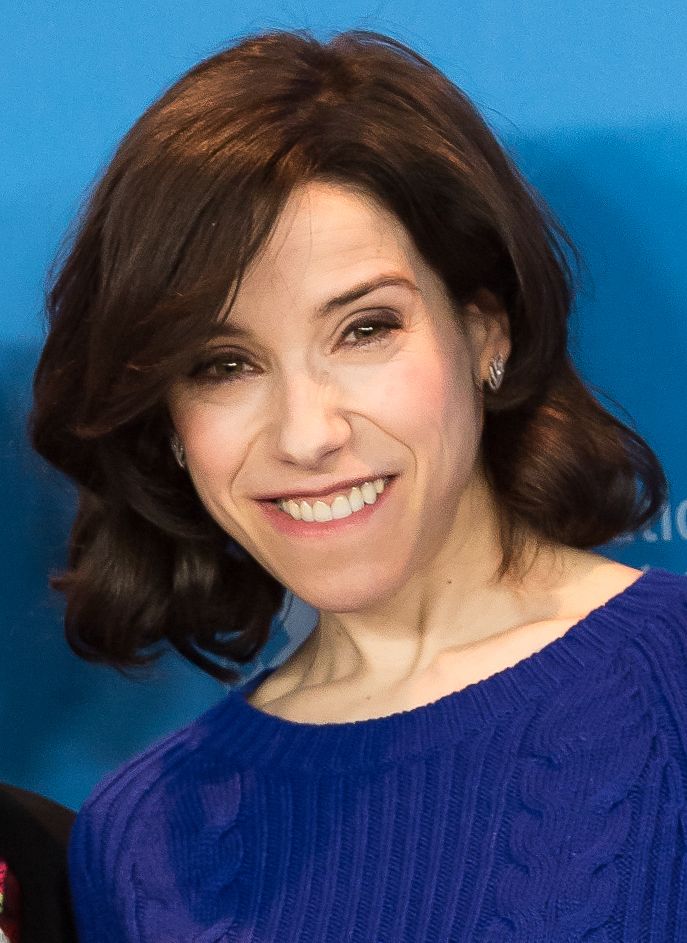
Sally Hawkins, hier wenige Wochen nach Beendigung der Dreharbeiten bei der Berlinale 2017, spielt im Film die stumme Elisa

Katja Nicodemus von Zeit Online erklärt, in The Shape of Water bildeten die Stumme, der Schwule und die Schwarze eine kleine Solidargemeinschaft, und ihr gemeinsames Ziel sei die Befreiung der Kreatur aus dem Labor. Es gehe aber um mehr, so Nicodemus, nämlich darum, dass die drei Außenseiter, ohne dass es ausgesprochen werden muss, große Freude daran haben, ein rassistisches, faschistisches, frauenverachtendes, homophobes, eingebildetes weißes Arschloch zu besiegen. Barbara Schweizerhof von der taz erkennt in der stummen Elisa, dem schwulen Giles, der schwarzen Zelda und einem Sowjetspion eine Art „Regenbogenfraktion“ mit Frauen an der Spitze.
Andreas Borcholte von Spiegel Online meint, del Toro gelinge ein Erbauungsfilm, der die Solidarität der Schwachen beschwöre, und er sei der unwahrscheinlichste Film zur rechten Zeit: „ein brillant inszeniertes, mit Fantasie und Herz realisiertes Plädoyer für Humanismus und Solidarität der Schwächsten in der Gesellschaft“, in dem sich die Misfits gegen das unmenschlich-technokratische System verbünden.
Del Toro selbst beschreibt The Shape of Water als einen Film gegen Ausgrenzung und für Diversität und meinte weiter: „Ich mache gerne Filme, die befreiende Wirkung haben, die aussagen, dass man okay ist genauso wie man ist. Und das, scheint mir, ist gerade in der heutigen Zeit sehr wichtig.“

#### Sexualität und Weiblichkeit
Elisas „Morgenroutine“ erinnert Barbara Schweizerhof zwar ein wenig an Jean-Pierre Jeunets fabelhafte Amélie und ihre Niedlichkeiten, aber ein so diskret wie ohne Scham angedeuteter Akt der Selbstbefriedigung mache aus ihr erstens eine Erwachsene und zweitens ein weniger ätherisches Wesen. Philipp Bühler von der Berliner Zeitung nennt den späteren Sex zwischen Elisa und der Kreatur ein polymorph-monströses Liebesspiel zweier geschundener Seelen, der zu den sensibelsten und ehrlichsten Darstellungen von Sexualität der jüngeren Filmgeschichte gehöre.
Philipp Stadelmaier von der Süddeutschen Zeitung bemerkt zur aktuellen Situation in Hollywood, wo radikal Sexismus- und Missbrauchsstrukturen aufgearbeitet werden und sogar Filmemacher wie Quentin Tarantino unter Beschuss geraten, del Toro wirke wie der liebe Märchenonkel, der keiner Fliege was zuleide tun kann, und man könne den Film sorglos konsumieren, ohne sich fragen zu müssen, ob ihr Schöpfer ein chauvinistischer Wüstling ist. Dietmar Dath von der Frankfurter Allgemeinen Zeitung erkennt in der Besetzung del Toros alte Vorliebe für einen „sichtlich emanzipierten Protagonistinnen-, also auch Schauspielerinnentypus“.

### Auszeichnungen (Auswahl)
Die folgende Auflistung enthält eine Auswahl der bekanntesten Preisverleihungen.
American Film Institute Awards 2018
- Aufnahme in die Top-10-Filme des Jahres 2017[69]

American Society of Cinematographers Awards 2018
- Nominierung als Bester Film – Theatrical Release (Dan Laustsen)[70]

Art Directors Guild Awards 2018
- Auszeichnung mit dem Excellence in Production Design Award in der Kategorie Period Film (Paul Denham Austerberry)[71]

Black Reel Awards 2018
- Nominierung als Beste Nebendarstellerin (Octavia Spencer)[72]

British Academy Film Awards 2018
- Nominierung als Bester Film (Guillermo del Toro und J. Miles Dale)
- Auszeichnung für die Beste Regie (Guillermo del Toro)
- Nominierung für das Beste Originaldrehbuch (Guillermo del Toro und Vanessa Taylor)
- Nominierung als Beste Hauptdarstellerin (Sally Hawkins)
- Nominierung als Beste Nebendarstellerin (Octavia Spencer)
- Auszeichnung für die Beste Filmmusik (Alexandre Desplat)
- Nominierung für die Beste Kamera (Dan Laustsen)
- Nominierung für den Besten Schnitt (Sidney Wolinsky)
- Auszeichnung für das Beste Szenenbild (Paul Denham Austerberry, Jeff Melvin und Shane Vieau)
- Nominierung für die Besten Kostüme (Luis Sequeira)
- Nominierung für den Besten Ton (Christian Cooke, Nelson Ferreira, Glen Gauthier, Nathan Robitaille, Brad Zoern)
- Nominierung für die Besten visuelle Effekte (Dennis Berardi, Trey Harrell und Kevin Scott)[73]

Critics’ Choice Movie Awards 2018
- Auszeichnung als Bester Film
- Auszeichnung für die Beste Regie (Guillermo del Toro)
- Nominierung für das Beste Drehbuch (Guillermo del Toro, Vanessa Taylor)
- Nominierung für die Beste Kamera (Dan Lausten)
- Nominierung als Beste Hauptdarstellerin (Sally Hawkins)
- Nominierung als Bester Nebendarsteller (Richard Jenkins)
- Nominierung als Beste Nebendarstellerin (Octavia Spencer)
- Nominierung für die Besten Kostüme (Luis Sequeira)
- Nominierung für den Besten Schnitt (Sidney Wolinsky)
- Nominierung für das Beste Hair & Make-up
- Auszeichnung für das Beste Szenenbild (Paul Denham Austerberry; Shane Vieau, Jeff Melvin)
- Auszeichnung für die Beste Filmmusik (Alexandre Desplat)
- Nominierung für die Besten visuellen Effekte
- Nominierung als Bester Science-Fiction oder Horrorfilm[74]

Directors Guild of America Awards 2018
- Auszeichnung für die Beste Spielfilmregie (Guillermo del Toro)[75]

Eddie Awards 2018
- Nominierung für den Besten Filmschnitt – Drama (Sidney Wolinsky)[76]

Golden Globe Awards 2018
- Nominierung als Bester Film
- Auszeichnung für die Beste Regie (Guillermo del Toro)
- Nominierung für das Beste Drehbuch (Guillermo del Toro und Vanessa Taylor)
- Nominierung als Beste Hauptdarstellerin (Sally Hawkins)
- Nominierung als Bester Nebendarsteller (Richard Jenkins)
- Nominierung als Beste Nebendarstellerin (Octavia Spencer)
- Auszeichnung für die Beste Filmmusik (Alexandre Desplat)[77]

Grammy Awards 2019
- Nominierung als Best Score Soundtrack For Visual Media (Alexandre Desplat)

Hollywood Music in Media Awards 2017
- Nominierung in der Kategorie Original Score: Sci-Fi/Fantasy Film (Alexandre Desplat)[78]

Internationale Filmfestspiele von Venedig 2017
- Goldener Löwe (Guillermo del Toro)[79]
- Future Film Festival Digital Award[80]
- C. Smithers Foundation Award – CICT-UNESCO[80]
- Soundtrack Stars Award (Alexandre Desplat)[80]

Los Angeles Film Critics Association Awards 2017
- Auszeichnung für die Beste Regie (Guillermo del Toro, geteilt mit Luca Guadagnino für Call Me by Your Name)
- Auszeichnung für die Beste Kamera (Dan Laustsen)
- Auszeichnung als Beste Hauptdarstellerin (Sally Hawkins)[81]

National Society of Film Critics Awards 2018
- Auszeichnung als Beste Hauptdarstellerin (Sally Hawkins)
- Runner-up in der Kategorie Bester Nebendarsteller (Michael Stuhlbarg)[82]

Palm Springs International Film Festival Awards 2018
- Auszeichnung mit dem Vanguard Award[83]

Oscarverleihung 2018
- Auszeichnung als Bester Film (Guillermo del Toro und J. Miles Dale)
- Auszeichnung für die Beste Regie (Guillermo del Toro)
- Nominierung für die Beste Hauptdarstellerin (Sally Hawkins)
- Nominierung für den Besten Nebendarsteller (Richard Jenkins)
- Nominierung für die Beste Nebendarstellerin (Octavia Spencer)
- Nominierung für das Beste Originaldrehbuch (Guillermo del Toro und Vanessa Taylor)
- Auszeichnung für die Beste Filmmusik (Alexandre Desplat)
- Nominierung für den Besten Ton (Christian Cooke, Brad Zoern und Glen Gauthier)
- Nominierung für den Besten Tonschnitt (Nathan Robitaille und Nelson Ferreira)
- Auszeichnung für das Beste Szenenbild (Paul Denham Austerberry, Shane Vieau und Jeff Melvin)
- Nominierung für die Beste Kamera (Dan Lausten)
- Nominierung für den Besten Schnitt (Sidney Wolinsky)
- Nominierung für das Beste Kostümdesign (Luis Sequeira)

Producers Guild of America Awards 2018
- Auszeichnung mit dem Darryl F. Zanuck Award (Guillermo del Toro und J. Miles Dale)[84]

Satellite Awards 2017
- Nominierung als Bester Film
- Nominierung für die Beste Regie (Guillermo del Toro)
- Nominierung für das Beste Originaldrehbuch (Guillermo del Toro und Vanessa Taylor)
- Auszeichnung als Beste Hauptdarstellerin (Sally Hawkins)
- Nominierung als Bester Nebendarsteller (Michael Shannon)
- Nominierung für die Beste Filmmusik (Alexandre Desplat)
- Nominierung für die Beste Kamera (Dan Laustsen)
- Nominierung für die Besten visuellen Effekte
- Nominierung für den Besten Filmschnitt (Sidney Wolinsky)
- Nominierung in der Kategorie Art Direction and Production Design[85]

Screen Actors Guild Awards 2018
- Nominierung als Beste Hauptdarstellerin (Sally Hawkins)
- Nominierung als Beste Nebendarsteller (Richard Jenkins)[86]

Writers Guild of America Awards 2018
- Nominierung für das Beste Originaldrehbuch (Guillermo del Toro und Vanessa Taylor)

## Synchronisation
Die deutsche Synchronisation entstand zur Kinopremiere im Auftrag der FFS Film- & Fernseh-Synchron GmbH, Berlin.
| Rolle                                      | Darsteller        | Synchronsprecher   |
| ------------------------------------------ | ----------------- | ------------------ |
| Elisa Esposito                             | Sally Hawkins     | Anna Grisebach     |
| Richard Strickland                         | Michael Shannon   | Oliver Stritzel    |
| Giles                                      | Richard Jenkins   | Bodo Wolf          |
| Zelda Delilah Fuller                       | Octavia Spencer   | Martina Treger     |
| Dr. Robert Hoffstetler / Dimitri           | Michael Stuhlbarg | Axel Malzacher     |
| Fleming, Elisas Vorgesetzter               | David Hewlett     | Florian Halm       |
| General Hoyt                               | Nick Searcy       | Rüdiger Joswig     |
| Bernard, Giles’ Kontaktmann bei Werbefirma | Stewart Arnott    | Till Hagen         |
| Elaine Strickland                          | Lauren Lee Smith  | Manja Doering      |
| Brewster Fuller, Zeldas Ehemann            | Martin Roach      | Thomas Petruo      |
| Yolanda, Putzfrau                          | Allegra Fulton    | Monica Bielenstein |
| Mr. Arzoumanian, Kinobetreiber             | John Kapelos      | Grigory Kofman     |
| Kuchenverkäufer                            | Morgan Kelly      | Jacob Weigert      |
| Sally, Stricklands Sekretärin              | Wendy Lyon        | Marina Krogull     |